# Jason Tesson
Jason Tesson (* 9. Januar 1998 in Angers) ist ein französischer Radrennfahrer.

## Sportlicher Werdegang
Mit dem Wechsel in die U23 wurde Tesson zunächst Mitglied im Nachwuchsteam Sojasun espoir-ACNC und war vorrangig auf nationaler Ebene aktiv. Sein größter Erfolg war der Gewinn der französischen Meisterschaften im Straßenrennen der Amateure.
Zur Saison 2021 wechselte Tesson zum französischen UCI Continental Team St. Michel-Auber 93. Im August erzielte er bei der Tour Poitou-Charentes en Nouvelle-Aquitaine mit einem Sprintsieg gegen Elia Viviani seinen ersten Erfolg auf der UCI Europe Tour. Bereits im September 2021 folgten bei A Travers les Hauts de France die nächsten Erfolge mit dem Gewinn der ersten Etappe und der Gesamtwertung. In der Saison 2022 konnte er vier weitere Erfolge seinem Palmarès hinzufügen, unter anderem bei den Vier Tagen von Dünkirchen und den Boucles de la Mayenne auf der UCI ProTour. 
Zur Saison 2023 erhielt Tesson einen Vertrag beim französischen UCI ProTeam TotalEnergies. Für sein neues Team war er 2023 mit Etappensiegen bei der La Tropicale Amissa Bongo Ondimba und der Route d’Occitanie erfolgreich. 2024 konnte er mit La Roue Tourangelle und einem Etappenerfolg bei der Tour of Taihu Lake zwei weitere Siege seinem Palmarès hinzufügen. 

## Erfolge
2020
- Französischer Meister – Straßenrennen (Amateure)

2021
- eine Etappe Tour Poitou-Charentes en Nouvelle-Aquitaine
- Gesamtwertung und eine Etappe A Travers les Hauts de France

2022
- eine Etappe und Punktewertung Vier Tage von Dünkirchen
- eine Etappe Boucles de la Mayenne
- zwei Etappen und Punktewertung Ronde de l’Oise

2023
- zwei Etappen La Tropicale Amissa Bongo Ondimba
- eine Etappe Route d’Occitanie

2024
- La Roue Tourangelle
- eine Etappe Tour of Taihu Lake